# Scoparia kiangensis
Scoparia kiangensis là một loài bướm đêm trong họ Crambidae.